# Global Air
Global Air (Damojh Aerolíneas, S.A. de C.V.) ist eine mexikanische Charterfluggesellschaft mit Sitz in Mexiko-Stadt und Basis am Flughafen Celaya, deren Betrieb 2019 eingestellt wurde.

## Geschichte
Global Air wurde im Februar 1990 unter dem Namen Damojh Aerolíneas S.A. de C.V. in Guadalajara gegründet. Das operative Geschäft wurde 2003 aufgenommen. Die Gesellschaft war zunächst bis Dezember 2011 am Flughafen Mexiko-Stadt angesiedelt und baute dann neue Hangars am Flughafen von Celaya, Guanajuato.
Die mexikanische Zivilluftfahrtbehörde hatte Global Air nach eigenen Angaben in den Jahren 2010 und 2013 den Betrieb untersagt, das Verbot dann aber jeweils wieder aufgehoben, als Sicherheitsbedenken für ausgeräumt erklärt wurden.
Am 18. Mai 2018 verunglückte eine Boeing 737 der Gesellschaft in Havanna. Als Reaktion auf diesen Absturz entzogen mexikanische Behörden der Fluggesellschaft am 21. Mai 2018 erneut vorläufig die Lizenz. Global Air musste den Flugbetrieb bis auf Weiteres einstellen. Es soll geprüft werden, ob das Unternehmen gegen Gesetze verstoßen habe.

## Flotte

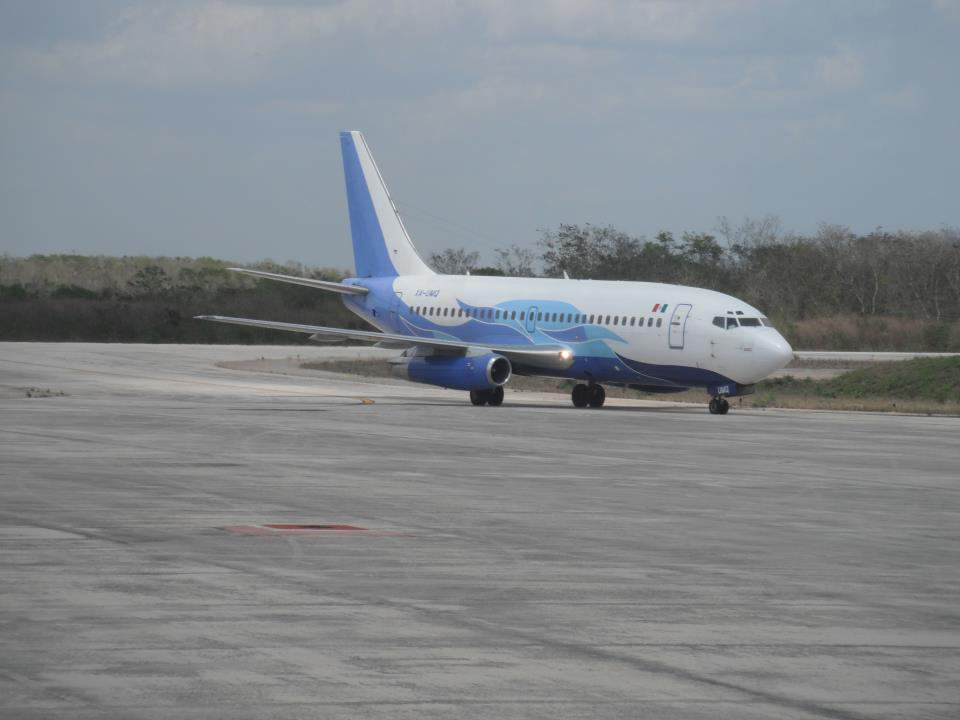
Boeing 737-200 der Global Air (2012)

Die Flotte der Global Air besteht mit Stand vom Juli 2020 aus einem Flugzeug.
| Flugzeugtyp    | Anzahl | Bestellt | Bemerkungen |
| -------------- | ------ | -------- | ----------- |
| Boeing 737-200 | 1      |          |             |

## Zwischenfälle
- Am 4. November 2010 musste eine Boeing 737-200 der Global Air (Luftfahrzeugkennzeichen XA-UHY) in Puerto Vallarta, Mexiko aufgrund eines technischen Defekts im Bugfahrwerk notlanden. Dies führte zu einem Entzug der Lizenz von November bis Dezember 2010.[10][11]

- Einem weiteren Flugzeug der Global Air wurde die Lizenz zwischen Oktober 2013 und Januar 2014 infolge einer außerplanmäßigen Inspektion entzogen, nachdem ein Flugkapitän des Unternehmens zuvor Unregelmäßigkeiten im Flugbetrieb gemeldet hatte.[10]

- Am 18. Mai 2018 stürzte eine an die Cubana verleaste Boeing 737-200 Adv. (XA-UHZ) auf dem Flug Cubana-Flug 972 kurz nach dem Start nahe dem internationalen Flughafen von Havanna auf ein Feld. Von den 113 Personen an Bord kamen 112 ums Leben, eine Passagierin überlebte schwer verletzt.[12]

## Kritik
Schon 2010 oder 2011 sollen ein Flugkapitän und ein Kopilot der Global Air von den kubanischen Behörden wegen „gravierender technischer Wissenslücken“ gesperrt worden sein. Daraufhin sei der Cubana empfohlen worden, künftig keine Flugzeuge der Global Air mehr zu mieten.
Die Luftfahrtbehörde von Guyana hat die mit dem Flug CU-972 verunglückte Maschine bereits im Frühjahr 2017 wegen erheblicher Sicherheitsmängel für ihren Luftraum gesperrt.
Nach dem Absturz am 18. Mai 2018 erhob ein ehemaliger Pilot der Global Air schwere Vorwürfe gegen die Fluggesellschaft. Demnach befanden sich die Flugzeuge in schlechtem Wartungszustand und es gab immer wieder Probleme mit überhitzten Motoren, zu hohen Startgewichten, überarbeiteten Piloten, Ausfällen des Radars und Korrosion an den Tragflächen. Dies habe er schon 2013 den zuständigen Behörden gemeldet. Eine frühere Flugbegleiterin teilte nach dem Absturz mit, dass sie im November 2016 der mexikanischen Secretaría de Comunicaciones y Transportes über die Zustände an Bord der Flugzeuge, wie z. B. fehlende Notrutschen, Rettungswesten und Sauerstoffflaschen, berichtet habe. In der Folge sei sie nicht mehr auf Flügen eingesetzt worden, Konsequenzen für das Unternehmen blieben aus. Für die ehemalige Mitarbeiterin war der Absturz von Flug CU-972 keine Überraschung.